# Thriller (gênero)

Um tema recorrente no gênero thriller envolve vítimas inocentes lidando com adversários insanos. Na imagem, uma cena icônica de um dos mais famosos thrillers de horror, Psycho/Psicose (1960)

Thriller, tríler ou suspense é um gênero da literatura, filmes, jogos eletrônicos e televisão que usa o suspense, tensão e excitação como principais elementos do gênero. Um exemplo de thrillers são os filmes de Alfred Hitchcock.
Tanto o ato de esconder informações importantes do leitor/espectador como cenas de perseguições são características comuns em todos os subgêneros de thrillers, embora cada gênero tenha características próprias. Outra grande característica do thriller são os clímax criados para prender os leitores/telespectadores. Esses momentos ocorrem geralmente quando o personagem principal é colocado em uma situação ameaçadora, misteriosa, em uma fuga ou uma perigosa missão da qual parece impossível escapar. A sua própria vida é ameaçada, geralmente porque o personagem principal é inocente ou inconscientemente está envolvido na trama.
A Odisseia de Homero é uma das mais antigas histórias no mundo ocidental e é considerado um protótipo do thriller." Um thriller é uma trama controlada por um vilão, em que ele apresenta obstáculos que o herói deve superar.

## Subgêneros
O thriller contém alguns subgêneros, tais quais:

### Thrillerde mistério
No thriller de conspiração, os protagonistas costumam ser jornalistas ou investigadores amadores que, geralmente sem saber, "puxam um fio" e acabam por descobrir uma grande conspiração e a investigam até descobrir todos os segredos por trás dela, se tornando, assim, uma ameaça e alvo para os conspiradores. A complexidade de fatos históricos são muito utilizadas nesse gênero, onde se faz um jogo de moralidade, o vilão faz coisas ruins e os mocinhos tem que derrotá-lo.
Algumas características desse gênero são pessoas com a vida colocada em risco pela conspiração e as narrações feitas, como em suspenses policiais. Um fato comum nas mídias desse gênero é a frustração do personagem por não conseguir provas sobre a conspiração, já que os vilões sempre encobrem todos os fatos com rumores e mentiras.

### Thrillercriminal
O thriller criminal é uma mistura de filmes sobre crimes e o thriller, que mostra uma sequência de crimes bem-sucedidos e falhos, em que o protagonista trata de investigar os crimes, fazer sua detecção e descobrir quem são os criminosos e os seus motivos. Nesse gênero, geralmente se foca no criminoso e não no investigador/policial. Geralmente, se enfatiza a ação sobre os aspectos psicológicos dos personagens. Os temas mais comuns são serial killers, assassinatos, assaltos, perseguições e tiroteios. Um exemplo de thriller criminal é We Need to Talk About Kevin.

### Thrillerpsicológico
No thriller psicológico, os personagens não são dependentes da força física para superar seus inimigos (que é frequentemente o caso típico de thrillers de ação), mas dependem de suas capacidades mentais, seja pela inteligência lutando com um oponente formidável, ou por tentar se manter em perfeito estado psicológico.
Uma das características nesse gênero é que o escritor/roteirista busca descrever os eventos do ponto de vista do personagem, sendo assim, na maioria das vezes, narrados em primeira pessoa, ou seja, o próprio personagem é quem conta a história. Esse recurso é muito usado pois faz o leitor ficar mais envolvido com o personagem e ser capaz de entender como funciona sua mente. Outra característica desse tipo de thriller é que a narração volta muitas vezes no tempo, em que o personagem conta algo que aconteceu em seu passado, mais especificamente para justificar suas atuais motivações, ou mostrar como algo mudou sua percepção sobre seu passado/presente.
Muitos thrillers psicológicos têm surgido nos últimos anos, em vários tipos de mídias (cinema, literatura, rádio etc.). Apesar das diferentes formas de representação, tendências gerais têm aparecido ao longo das narrativas. Alguns destes temas são: a percepção do personagem do mundo à sua volta, sua tentativa de distinguir o verdadeiro do irreal, sua mente confusa, busca por sua identidade e medo/fascínio pela morte. Um exemplo de thriller psicológico é Sala Samobójców.

### Thrillertecnológico outechno-thriller
O thriller tecnológico é um gênero que aborda geralmente assuntos ligados a ficção científica, suspense, espionagem, ação e guerra. Eles incluem uma quantidade desproporcional (em relação a outros gêneros) de detalhes técnicos sobre seu assunto (normalmente tecnologia militar); apenas a ficção científica tende a ter um nível comparável de detalhes no lado técnico. O funcionamento interno de tecnologias e os mecanismos de áreas distintas (espionagem, artes marciais, política) são exaustivamente explorados, e muitas vezes o enredo gira em torno das particularidades tecnológicas. A categoria de thriller tecnológico se confunde com o gênero de ficção científica em alguns pontos. As características que definem um thriller tecnológico são a ênfase no mundo real ou em tecnologias plausíveis em um futuro próximo, muitas vezes com um foco na ação militar ou político-militar.
Michael Crichton e Tom Clancy são considerados os pais do thriller tecnológico moderno. O livro de Crichton O Enigma de Andrômeda e o livro de Clancy A Caçada ao Outubro Vermelho são exemplos de livros que definem o gênero, embora muitos autores tenham escrito material similar antes, já como exemplo de filme temos o Ex-machina.

### Thrillerpolítico
O thriller político é um gênero que mostra os bastidores de uma disputa de poder política. Eles podem envolver cenários políticos nacionais ou internacionais. A corrupção política, o terrorismo e a guerra são temas comuns. Thrillers políticos podem ser baseados em fatos reais, como o assassinato de John F. Kennedy ou o escândalo de Watergate. De modo que há uma forte sobreposição com o thriller de conspiração.